# Horslunde
Horslunde er en by på det nordvestlige Lolland med 582 indbyggere  (2025), beliggende 11 km nordøst for Nakskov og 29 km nordvest for kommunesædet Maribo. Byen hører til Lolland Kommune og ligger i Region Sjælland.
Horslunde hører til Horslunde Sogn. Horslunde Kirke ligger i byen, og i sognet findes desuden Nøbbet Kirke 5 km mod nordøst. I nabosognet Vesterborg findes herregården Pederstrup med Reventlow-Museet 4 km mod sydøst.
I byen ligger Reventlow-asylet, der blev etableret i 1824.

## Faciliteter
Horslunde blev i 2010 kåret til "Årets landsby" i Danmark. Dommerkomiteen lagde vægt på, at byen med folkeligt engagement og fællesskab har formået at bevare den offentlige og private service: dagplejelegestue, børnehave, folkeskole, privatskole, ungdomsklub, sportshal, idrætsanlæg, skoletandlæge, bibliotek, ældrecenter, busterminal, musikskole, lægehus, alsidige foreningstilbud, apotekerudsalg, postbutik, pengeinstitut, superbrugs, købmand, benzinanlæg, bager, vaskeri, frisør, håndværksvirksomheder, galleri mv. Byen holder traditionerne i hævd med fastelavn, sankthans, høstfest, juletræ mv., men har også skabt den nye aktivitet "Horslunde som energilandsby", hvor lokale håndværkere har udført energibesparende arbejde for knap 8 millioner kroner med støtte fra Realdania og den statslige indsatspulje, samt opsat solceller på marken langs byen.
Folkeskolen Nordvestskolen havde en afdeling i Horslunde med 275 elever, fordelt på 0.-9. klassetrin, samt SFO'en Ravnekrogen. Privatskolen Horslunde Realskole har 180 elever, fordelt på 0.-9. klassetrin, samt SFO. I januar 2024 blev det meddelt, at skolen ville lukke til marts.
Daginstitutionen Stjernehuset har 4 børnegrupper.
Ravnsborghallen består af Hal A med seks badmintonbaner og kapacitet til 1.000 tilskuere, Hal B med fire badmintonbaner, Hal D på 100 kvadratmeter med spejlvæg samt motionsrum. Horslunde Selskabslokaler er indrettet i en tidligere bankfilial og har service til 70 personer.

## Historie
I 1873 beskrives byen således: "Horslunde med Kirke, Præstegaard, Skole, Hospital".
I 1899 beskrives byen således: "Horslunde (gml. Form Horsælund...) med Kirke, Præstegd., Skole, Realskole (opr. 1895), Fribolig (for 4 Kvinder under Fattigv.), Forsamlingshus (opf. 1889), Postekspedition, Telefonstation, Saftstation for Nakskov Sukkerfabrik, Kro, Dampmølle, Savværk, Maltgøreri, Bageri, Uldstrikkeri, m.m."

### Saftstationen
Da Nakskov Sukkerfabrik blev opført i 1882, opførte man i Horslunde en af de fem saftstationer på Vestlolland, som skulle udvinde saften af sukkerroerne og sende den videre til fabrikken. I roekampagnerne blev der ansat omkring 70 arbejdere til treholdsdriften på hver saftstation. Fra saftstationen anlagde man to roebaner: En til Utterslev, Vintersborg, Alleenborg og Vindeby Mølle. Og en, der forgrenede sig til mange store gårde på Nordvestlolland – helt ud til Nøjsomhed og Stensgård – og endte på fabrikken i Nakskov. Horslunde Saftstation blev lukket i 1959. Stedet fungerer nu som ungdoms- og kulturhus.

### Jernbanen
Horslunde havde station på Nakskov-Kragenæs Jernbane (1915-67) og var banens største mellemstation. Saftstationen og jernbanen skabte vækst i byen, og stationsbyen fik bryggeri, vandværk, lægebolig, jordemoderhus, dyrlægebolig, idrætsplads og alderdomshjem.
Stationen havde langt omløbsspor og separat læssespor med privat varehus og stikspor til en enderampe. Den monumentale stationsbygning er bevaret på Stationsvej 6.